# Datsun Cross
La Datsun Cross è un'autovettura di piccole dimensioni costruita dalla casa automobilistica giapponese Datsun dal 2018 al 2020 inizialmente progettata per il mercato indonesiano. Disponibile solo in versione SUV cinque porte, ha fatto parte della strategia dell'alleanza Renault-Nissan-Mitsubishi di reintrodurre il marchio Datsun, interrotto negli anni ottanta del XX secolo, come marchio a basso costo per i mercati emergenti.
Questo crossover a cinque porte è stato offerto in Indonesia a partire dal gennaio 2018. In Indonesia veniva pubblicizzato come crossover compatto. Per la classificazione europea, la Cross è invece un piccolo SUV. La Cross è stata prodotta da Nissan Motor Indonesia a Purwakarta, nella provincia indonesiana di Giava Occidentale.

## Premesse
La Datsun aveva precedentemente presentato una concept car con carrozzeria crossover al salone dell'automobile di Tokyo nel 2015. Questo modello si chiamava "Go Cross".

## Caratteristiche tecniche
La Cross ha sospensioni da fuoristrada e un'altezza da terra di 200 mm, che la rendono adatta a strade accidentate. Allo stesso tempo si posiziona nel mercato come spazioso veicolo familiare da 5+2 posti. La Cross è alimentata da un motore a benzina da 1,2 L di cilindrata erogante 50 kW o 58 kW di potenza. La coppia massima è di 104 N·m. Il cambio è manuale oppure automatico continuo.
La Cross è dotata di serie della tecnologia "Vehicle Dynamic Control", che comprende il sistema anti bloccaggio, il controllo della trazione e la frenata assistita. Di serie sono disponibili anche gli airbag per conducente e passeggero anteriore. La Cross è dotata di anabbaglianti a LED e fendinebbia.